# Mahencyrtus nitidus
Mahencyrtus nitidus är en stekelart som först beskrevs av Howard 1894.  Mahencyrtus nitidus ingår i släktet Mahencyrtus och familjen sköldlussteklar. Inga underarter finns listade i Catalogue of Life.